# Волковка (Смоленская область)
Волковка — деревня в Рославльском районе Смоленской области России. Входит в состав Сырокоренского сельского поселения. Население — 18 жителей (2007 год). 
Расположена в южной части области в 40 км к северо-востоку от Рославля, в 24 км севернее автодороги А101 Москва — Варшава («Старая Польская» или «Варшавка»), на берегу реки Большая Присмара. В 26 км южнее деревни расположена железнодорожная станция Щепоть на линии Рославль — Фаянсовая, в 380 м от реки Присмара.

## История
Волковка упоминается в переписи населения Смоленской губернии вместе с Сырокореньем в 19 веке (1859 - 1868гг). 
В годы Великой Отечественной войны деревня была оккупирована гитлеровскими войсками в августе 1941 года, освобождена в сентябре 1943 года.
Сырокоренье показывают на карте 1957 года (Административная карта Смоленской области 1957г). 
Новосёлки отделяют от Сырокоренья на карте 1987 года (Общегеографическая карта Смоленской области 1987г). 
На картах Волковку впервые показывают в 1992 году (Топографическая карта Смоленской области 1992г). 